# كأس العالم للسيدات تحت 20 سنة لكرة القدم 2022
كأس العالم للسيدات تحت 20 سنة لكرة القدم 2022 (بالإسبانية: Copa Mundial Femenina Sub-20 de la FIFA)‏ وتسمى أيضا كوستاريكا 2022 هي النسخة العاشرة من كأس العالم للسيدات تحت 20 سنة لكرة القدم، بطولة كرة القدم النسائية الدولية للشباب التي تُقام كل سنتين والتي يتنافس عليها 16 فريقًا وطنيًا من الأعضاء في الاتحاد الدولي لكرة القدم، منذ إنشائها في عام 2002 باعتبارها بطولة العالم للسيدات تحت 19 عامًا (رُفع الحد العمري من 19 إلى 20 عامًا في عام 2008). ستستضيف كوستاريكا البطولة، والتي كانت ستستضيف نسخة 2020 قبل أن يتم إلغاؤها بسبب جائحة كوفيد-19. ستكون هذه هي المرة الثانية التي تستضيف فيها كوستاريكا البطولة بعد كأس العالم للسيدات تحت 17 سنة لكرة القدم 2014. فاز منتخب إسبانيا بالبطولة.